# Jürgen Glas
Jürgen Glas (República Democrática Alemana, 1956) es un nadador alemán retirado especializado en pruebas de estilo braza, donde consiguió ser subcampeón mundial en 1973 en los 4x100 metros estilos.

## Carrera deportiva
En el Campeonato Mundial de Natación de 1973 celebrado en Belgrado (Yugoslavia), ganó la medalla de plata en los relevos de 4x100 metros estilos, nadando el largo de braza, con un tiempo de 3:53.24 segundos, tras Estados Unidos (oro con 3:49.49 segundos) y por delante de Canadá (bronce con 3:56.37 segundos).